# Alex Baudin
Alex Baudin (Albertville, França, 25 de maio de 2001) é um ciclista profissional francês que compete com a equipa AG2R Citroën Team.

## Biografia
Nasceu em Albertville , Saboia. Começou a andar em bicicleta aos quatro anos graças a seu pai, também praticante, que lhe presenteou sua primeira bicicleta. Este último inscreveu-o à mesma idade no Guidon d'Or La Léchère, um pequeno clube local em Notre-Dame-de-Briançon  no vale de Tarentaise. No entanto, sozinho estreia em competição na categoria cadete, depois de anos de prática recreativa. Obteve suas primeiras vitórias em pequenas corridas departamentais.
Em 2023 uniu-se à equipa francês AG2R Citroën Team de categoria UCI World Tour.

## Palmarés
- 2022
  - 1 etapa da Istrian Spring Trophy
  - 1 etapa do Tour de Bretanha
  - 1 etapa do Giro do Vale de Aosta

## Resultados em Grandes Voltas
| Corrida | Corrida         | 2022 | 2023 |
| ------- | --------------- | ---- | ---- |
|         | Giro d'Italia   | —    | 73.º |
|         | Tour de France  | —    | —    |
|         | Volta a Espanha | —    | —    |

—: não participa

Ab.: abandono

## Equipas
- Tudor Pro Cycling Team (2022)
- AG2R Citroën Team (2023-)